# Кубок Вірменії з футболу 2009
Кубок Вірменії з футболу 2009 — 18-й розіграш кубкового футбольного турніру у Вірменії. Володарем кубка вчетверте став Пюнік.

## Чвертьфінали
Перші матчі відбулися 17-18 березня, а матчі-відповіді — 7-8 квітня 2009 року.
| Команда 1 | Заг. | Команда 2         | 1-й матч | 2-й матч |
| --------- | ---- | ----------------- | -------- | -------- |
| Уліссес   | 4:2  | Гандзасар (Капан) | 4:1      | 0:1      |
| Пюнік     | 6:0  | Кілікія           | 3:0      | 3:0      |
| Міка      | 3:2  | Ширак             | 3:1      | 0:1      |
| Бананц    | 3:0  | Арарат            | 2:0      | 1:0      |

## Півфінали
Перші матчі відбулися 14 і 15 квітня, а матчі-відповіді — 21 і 22 квітня 2009 року.
| Команда 1 | Заг. | Команда 2 | 1-й матч | 2-й матч |
| --------- | ---- | --------- | -------- | -------- |
| Уліссес   | 1:4  | Пюнік     | 1:3      | 0:1      |
| Міка      | 3:5  | Бананц    | 1:1      | 2:4      |

## Фінал
| 9 травня 2009 20:00 (CET) |

| Бананц | 0:1      | Пюнік          |
| ------ | -------- | -------------- |
|        | Протокол | Мхітарян 90+2' |

| Республіканський стадіон імені Вазгена Саркісяна, Єреван Глядачів: 7 500 Арбітр: Паоло Дондаріні (Італія) |